# Thrixspermum crassilabre
Thrixspermum crassilabre là một loài thực vật có hoa trong họ Lan. Loài này được (King & Pantl.) Ormerod mô tả khoa học đầu tiên năm 2004.